# Волкартия
Волкартия (лат. Volkartia) — род грибов-аскомицетов семейства Протомициевые (Protomycetaceae), содержит единственный вид Volkartia rhaetica. Паразитирует на растениях рода Скерда (Crepis) семейства Астровые (Asteraceae).

## Таксономия
Род Volkartia введён Р. Мэром в 1909 году, а затем многими авторами рассматривался как синоним рода Taphridium. В 1975 году был вновь восстановлен Редди [Reddy, M. Sudhakara] и Крамером [Kramer, Charles Lawrence].
В современной систематике грибов род монотипный, ранее к нему относили ещё один вид, перенесённый затем в род Taphridium — Volkartia umbelliferarum (Rostr.) Büren 1915 = Taphridium umbelliferarum — тафридиум зонтичных.
Филогенетическое положение волкартии в кладограмме:
|            | Protomyces                                  |
|            |                                             |
| Taphridium | \| \| Taphridium umbelliferarum \| \| \| \| |
|            | \| \| Taphridium umbelliferarum \| \| \| \| |
|            | Volkartia                                   |
|            |                                             |
|            | Buerenia                                    |
|            |                                             |
|            | Protomycopsis                               |
|            |                                             |
|            | Saitoella                                   |
|            |                                             |
|            | Taphridium umbelliferarum                   |
|            |                                             |

|  | Taphridium umbelliferarum |
|  |                           |

## Морфология
Гриб вызывает появление пятен на листьях заражённого растения, которые располагаются на обеих сторонах листовой пластинки; они серовато-белые, часто занимают значительную площадь или всю поверхность листа.
Аскогенные клетки (см. в статье Протомициевые) образуют упорядоченный слой под эпидермисом. Они шаровидные или эллипсоидальные, размерами 20—30 мкм. Прорастают синасками без периода покоя. Образование синасков — главный признак, отличающий волкартию от наиболее близкого вида тафридиум, а расположение аскогенных клеток отличает этот род от представителей протомицеса, у которого эти структуры рассеяны в тканях растения. Также у протомицеса синаски образуются после периода покоя. Синаски волкартии цилиндрические или эллипсоидальные, размерами 44—70×20—33 мкм, имеют бесцветную оболочку толщиной 1,5—2 мкм.
Аскоспоры бесцветные, размерами 2,5—8×2—3 мкм, цилиндрической или эллипсоидальной формы, бывают прямые или слегка изогнутые. Формирование аскоспор может происходить уже на стадии аскогенной клетки. Споры прорастают мицелием после периода покоя.

## Распространение и хозяева
Типовой хозяин — Crepis blattarioides, также встречается на других видах скерды. Гриб описан в Германии, в Европе также встречается во Франции, Швейцарии и Финляндии, известен в Азии — на Алтае (Казахстан).